# Xylorycta
Xylorycta é um gênero de traça pertencente à família Agonoxenidae.